# Hanžek
Hanžek je priimek v Sloveniji, ki ga je po podatkih Statističnega urada Republike Slovenije na dan 1. januarja 2010 uporabljalo 18 oseb.

## Znani nosilci priimka
- Branko Hanžek (*1957), hrvaški fizik in zgodovinar znanosti
- Hana Hanžek Turnšek, slovenska biologinja
- Janja Hanžek (1919-2007), hrvaška pevka sopranistka
- Lavoslav Hanžek (1884-1942), hrvaški pravnik in politik
- Matjaž Hanžek (*1949), slovenski pesnik, sociolog in politik
- Zenon Hanžek (1909-1990), hrvaški matematik